# Калло, Клод
Клод Калло́ (фр. Claude Callot; около 1620, Нанси — 1687, Вроцлав) — французский (лотарингский) живописец, значительную часть жизни работавший в Польше; придворный художник трёх монархов Речи Посполитой — Яна II Казимира, Михаила Корибута Вишневецкого и Яна III Собеского.

## Биография

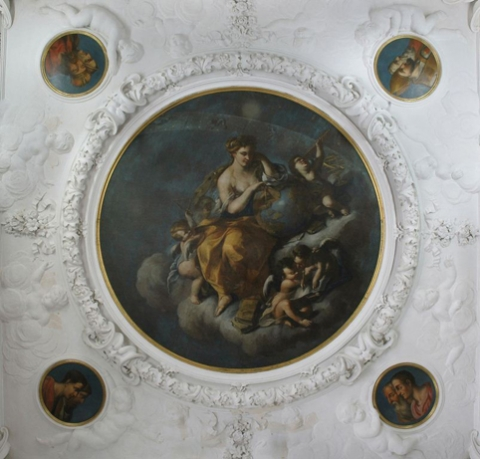
Аллегория философии,
1681—1686

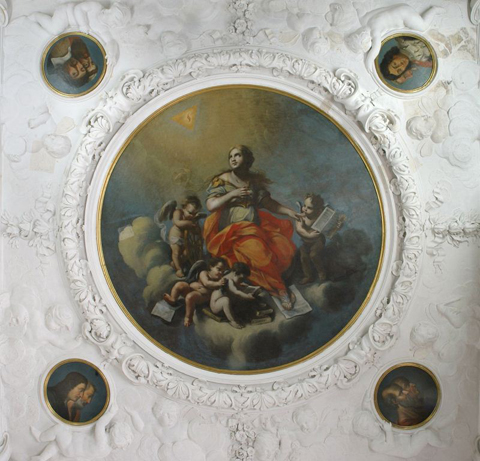
Аллегория теологии,
1681—1686

Уроженец Лотарингии. Был племянником знаменитого гравёра Жака Калло. Учился живописи в Риме с 1640 года, в 1668 году поселился в Польше.
В 1678—1686 владел художественной мастерской в варшавском районе Вилянуве, недалеко от королевского дворца. В 1687 переехал во Вроцлав, где и умер. Похоронен в церкви св. Винсента.

## Творчество
Клод Калло — представитель французской школы живописи.
Активно работал в Польше в эпоху развития декоративного искусства. Король Ян III Собеский, следуя примеру французского короля Людовика XIV, инициировал создание Королевской мастерской живописи (которая позже будет превращена в польскую Академию живописи). В Королевскую мастерскую живописи, в числе прочих, входил и Клод Калло.
Работал по заказам польских королей Яна II Казимира, Михаила Корибута и Яна III Собеского. В Польше он писал картины, в основном, религиозного содержания. Известно о двух его картинах: «Святой Иосиф, держащий дитя с Богом Отцом и малыми ангелами» и «Крещение Христа» в церкви в с. Быхава близ Люблина (сохранились копии).
Его работы украшают королевскую библиотеку в Вилануве и состоят из двух тондо Аллегория теологии и Аллегория философии, и 16 изображений ученых и философов.
Многие его работы являются воплощением гравюр дяди Жака Калло в холст и масло. В частности, сделал он это и с известной гравюрой «Ужасы войны».